# Saurida macrolepis
Saurida macrolepis är en fiskart som beskrevs av Tanaka, 1917. Saurida macrolepis ingår i släktet Saurida och familjen Synodontidae. Inga underarter finns listade i Catalogue of Life.